# Lars Witteck

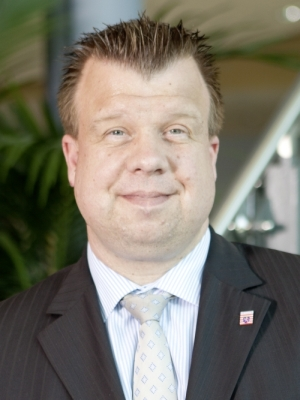
Lars Witteck (2011)

Lars Witteck (* 20. März 1974 in Marburg) ist ein deutscher Jurist, Bankmanager und ehemaliger Politiker (CDU). Seit 1. November 2015 ist er Mitglied des Vorstandes der Volksbank Mittelhessen eG, seit Juni 2022 Vorstandssprecher. Zuvor war er von 2009 an Regierungspräsident des Regierungsbezirks Gießen.

## Leben und Karriere
Lars Witteck kam in Marburg als Sohn des Einzelhandelskaufmanns Heinz Witteck zur Welt, welcher in Fernwald-Steinbach einen Lebensmittelladen betrieb. Er hat eine Schwester.

### Ausbildung
Nach dem Abitur an der Liebigschule Gießen studierte Witteck von 1994 bis 1999 Rechtswissenschaften an der Justus-Liebig-Universität Gießen und war nach Ablegen der Ersten Juristischen Staatsprüfung von 1999 bis 2002 als wissenschaftlicher Mitarbeiter am Lehrstuhl für deutsches und ausländisches Straf- und Strafprozessrecht mit Wirtschafts- und Umweltstrafrecht der Universität Gießen. Dort verfasste er seine Dissertation zum Thema „Der Betreiber im Umweltstrafrecht – Zugleich ein Beitrag zur Lehre von den Pflichtdelikten“, für die im Dezember 2003 den akademischen Grad eines Doktors der Rechte (Dr. iur.) verliehen bekam. Im Mai 2004 wurde er für seine Forschung mit dem Förderpreis der Juristischen Gesellschaft Darmstadt ausgezeichnet.
Nach bzw. während der Ableistung des Rechtsreferendariats am Landgericht Gießen und am Oberlandesgericht München von 2002 bis 2004 forschte Witteck von 2003 bis 2005 als Research Assistant an einem kooperativen juristisch-soziologisch-anthropologischen Forschungsprojekt der Universitäten Gießen, Liverpool und Warwick zum Thema „Informed consent at the end of life – A comparative socio-legal study“.

### Beruflicher Werdegang in Verwaltung und Justiz
Im Juli 2004 schloss Witteck das Zweite Juristische Staatsexamen ab und war in der Folge von Oktober bis Dezember 2004 als Leiter des Grundsatzreferats im Ministerbüro des Hessischen Ministeriums des Innern und für Sport (HMdIS) angestellt. Ab Januar 2005 war er zunächst formal Richter am Amtsgericht Frankfurt am Main, wurde aber weiter an das HMdIS als Leiter des Grundsatzreferats im Ministerbüro abgeordnet. Ab 2006 war Witteck als Richter in Zivil- und Betreuungssachen am Amtsgericht Friedberg tätig und wurde von Januar 2007 bis Februar 2008 erneut an das HMdIS als Leiter des Grundsatzreferats abgeordnet. Seit Februar 2008 arbeitete er zunächst als Richter in Zivil- und Strafsachen am Landgericht Gießen, wurde ab März 2008 an das Amtsgericht Friedberg als Vollstreckungsleiter der dortigen Jugendarrestanstalt und Vorsitzender des Jugendschöffengerichts abgeordnet und im September 2008 zum Richter auf Lebenszeit ernannt.
Er lehrte bis 2009 Strafrecht und Strafprozessrecht im Fachbereich Polizei an der Hessischen Hochschule für Polizei und Verwaltung Wiesbaden.

### Politische Ämter
Lars Witteck wurde 1990 Mitglied der Jungen Union und war für die CDU in Fernwald kommunalpolitisch aktiv.
Am 18. Mai 2009 wurde Lars Witteck durch Innenminister Volker Bouffier als Nachfolger von Wilfried Schmied zum sechsten Regierungspräsidenten des Regierungsbezirks Gießen ernannt. Seit dem 18. Mai 2011 hatte er auch den Vorsitz des Regionalmanagementvereins für Mittelhessen – ebenfalls als Nachfolger von Schmied – inne. Zusammen mit weiteren achtzehn Gesellschaftern gründete der Verein am 27. Dezember 2012 die Regionalmanagement Mittelhessen GmbH.
Im Mai 2015 kündigte Witteck an, dass er im Oktober 2015 aus privaten und beruflichen Gründen von seinem Amt zurücktreten werde.

### Tätigkeit als Bankmanager
Zum 1. November 2015 nahm Lars Witteck die Tätigkeit als Vorstandsmitglied der Volksbank Mittelhessen eG auf, bis zu seiner Zulassung durch die Bundesanstalt für Finanzdienstleistungsaufsicht zunächst als Generalbevollmächtigter. Er verantwortet das Privatkundengeschäft der Bank, die mit einer Bilanzsumme von 10,8 Milliarden Euro und einer Einlagensumme von 9,1 Milliarden Euro als eine der größten deutschen Genossenschaftsbanken aktiv ist und welche derzeit 1077 Mitarbeiterinnen und Mitarbeiter beschäftigt.

### Ehrenämter
Lars Witteck ist seit 1. Dezember 2021 Vorstandsvorsitzender der Von Behring-Röntgen-Stiftung zur Förderung der Hochschulmedizin an der Justus-Liebig-Universität Gießen und der Philipps-Universität Marburg.
Seit 1. Februar 2023 ist Witteck Mitglied im Hochschulrat der Philipps-Universität Marburg. Am 12. Juli 2023 wurde er zum Vorsitzenden des Hochschulrates gewählt.

## Privates
Witteck ist verheiratet, Vater von Zwillingen und wohnt in Fernwald.

## Veröffentlichungen
- Der Betreiber im Umweltstrafrecht: zugleich ein Beitrag zur Lehre von den Pflichtdelikten. Band 12 der Gießener Schriften zum Strafrecht und zur Kriminologie, Nomos-Verlages-Gesellschaft, Baden-Baden 2004, ISBN 3-8329-0813-7
- Das Posting in Suizidforen im Internet – Ein Fall für das (deutsche) Strafrecht? In: Gabriele Wolfslast, Kurt W. Schmidt (Hrsg.): Suizid und Suizidversuch. Ethische und rechtliche Herausforderung im klinischen Alltag. Verlag C. H. Beck, München 2005, ISBN 978-3-406-53989-3
- Kommentierung der §§ 59-60, 143, 292-295, 307-314a, 324-330d, 339, 344, 345 StGB in: Beck’scher Online-Kommentar zum StGB, Heintschel-Heinegg (Hrsg.), 59. Edition, Rechtsstand: 1. November 2023, , Buchausgabe: 4. Auflage. 2021
- „Fahrlässige Tötung oder straflose Mitwirkung am Selbstmord bei Vornahme einer vom Suizidenten gesteuerten Tötungshandlung?“. zur Veröffentlichung angenommen in: JuS 2005, Heft 9, S. 397–401, Aufsatz
- „Interaktive Planungshilfe“, In: Innovative Verwaltung, Ausgabe Nr.: 2012-03, Innovative Verwaltung